# Droga krajowa D413 (Chorwacja)
Droga krajowa D413 (chorw. Državna cesta D413) – krótka droga krajowa na terenie Chorwacji. W całości przebiega przez miasto Ploče, łącząc drogę D425 w sąsiedztwie portu morskiego z przeprawą promową w kierunku Trpanja.